# Tony Duggan
Pour les articles homonymes, voir Duggan.
Pas d'image ? Cliquez ici

a Compétitions nationales et continentales officielles uniquement.

Tony Duggan est un joueur australien de rugby à XIII évoluant au poste d'arrière.

## Biographie
Formé à Wattles en Australie, il joue ensuite pour le club de Toowoomba Clydesdales en Queensland Cup, en 2003 il évolue avec les Brisbane Broncos en National Rugby League (NRL). En 2006, il signe pour les Celtic Crusaders, club gallois évoluant en National League Two. Prolifique, il devient le meilleur marqueur d'essais et permet à son club de devenir champion et de passer en National League One. En août 2009, six joueurs australiens dont Tony Duggan et Damian Quinn sont renvoyés d'Angleterre avec interdiction de sol anglais pour dix ans. Les deux joueurs signent alors au FC. Lézignan. Tony Duggan participe activement aux deux doublés coupe-championnat du club en 2010 et 2011.
Il a mis un terme à sa carrière de rugbymen en juin 2016 à l'âge de 38 ans, et deviendra alors entraîneur dans le sud de la France.

## Palmarès
- Vainqueur de la Queensland Cup en 2001 avec les Toowoomba Clydesdales.
- Vainqueur de la National League Two actuel Championship 1 avec les Celtic Crusaders en 2007
- Vainqueur de la Coupe de France Lord Derby en 2010 et 2011
- Vainqueur du championnat de France Élite en 2010 et 2011
- Vainqueur de la Coupe de France Lord Derby en 2015

## Distinctions personnelles
- Meilleur marqueur en 2006 et 2007 en Angleterre
- Essai de la saison 2007 par le magazine anglais League Weekly